# Mark Bresciano
Mark "Marco" Bresciano (pronunție în italiană [breʃˈʃano]; n. 11 februarie 1980, Melbourne, Victoria, Australia) este un fotbalist australian care joacă pentru Al-Gharafa.

## Titluri
- Campionatul OFC U-20: 1998
- Cupa Oceaniei pe Națiuni: 2004

### Meciuri la națională
La 10 iunie 2014..
| Australia | Australia | Australia |
| An        | Meciuri   | Goluri    |
| --------- | --------- | --------- |
| 2001      | 6         | 0         |
| 2002      | 0         | 0         |
| 2003      | 3         | 1         |
| 2004      | 6         | 3         |
| 2005      | 7         | 3         |
| 2006      | 9         | 1         |
| 2007      | 7         | 1         |
| 2008      | 8         | 2         |
| 2009      | 6         | 0         |
| 2010      | 5         | 0         |
| 2011      | 0         | 0         |
| 2012      | 7         | 1         |
| 2013      | 5         | 1         |
| Total     | 69        | 13        |

## Legături externe
- Profil la OzFootball
- Profil FIFA Arhivat în 2 septembrie 2014, la Wayback Machine.